# Сувондо (авіабаза)
Авіабаза ВПС Сувондо (IATA: MES, ICAO: WIMK) — колишній міжнародний аеропорт Полонія, який був основним аеропортом, який обслуговував Медан, Північна Суматра (Індонезія). Раніше обслуговував рейси до кількох міст Індонезії та Малайзії, а також рейси до Сінгапуру та Таїланду. Попередні міжнародні рейси були відкриті в Гонконг, Тайбей, Амстердам, Пхукет, Ченнаї, Джохор-Бару, Малакку та Іпох.
Після закінчення служби цивільного аеропорту Полонія була четвертим за величиною аеропортом в Індонезії після Сукарно-Хатта, Сідоарджо та Нгурах-Рай за кількістю пасажирів. Плата за обслуговування пасажирів за кожний відправлений через внутрішній термінал становила 35 000 IDR (4,1 $) і 75 000 IDR ($ 8,8) для міжнародного терміналу.
25 липня 2013 року всі рейси та послуги з цього аеропорту перенесено до міжнародного аеропорту Куаланаму. Після відкриття аеропорту код ICAO Полонії змінено з WIMM на WIMK, оскільки WIMM призначений для Куала-Наму.
Зараз як база ВПС Сувондо аеропорт належить ВПС Індонезії. Тут знаходиться Західне крило спостереження, включаючи вісім літаків тактичного спостереження CN-235.

## Аварії та катастрофи
- 11 липня 1979 року Fokker F28 Fellowship авіакомпанії Garuda Indonesian Airways врізався[en] в гору Сібаяк[en] під час підходу до аеропорту Медан-Полонія. Усі 61 пасажир і члени екіпажу на його борту загинули.
- 4 квітня 1987 року рейс 035 Garuda Indonesia[en] McDonnell Douglas DC-9 у погану погоду врізався в лінії електропередач і телевізійну антену, коли намагався приземлитися в Медан-Полонія. 22 з 45 пасажирів і членів екіпажу на борту загинули.
- 18 червня 1988 року Vickers Viscount[en] (Реєстрація: PK-MVG) авіакомпанії Merpati Nusantara Airlines отримав пошкодження, які не підлягали економічному ремонту, коли він вийшов з ладу гідравлічної системи і викотився за межі ЗПС.
- 26 вересня 1997 року рейс 152 Garuda Indonesia[en], Airbus A300, впав у ліси за 18 миль від аеропорту Медан-Полонія. Усі 234 пасажири та члени екіпажу на борту загинули. Рейс 152 – найбільша авіакатастрофа в історії Індонезії.
- 5 вересня 2005 року рейс 091 Mandala Airlines[en] розбився невдовзі після зльоту з Полонії. Із 120 пасажирів і членів екіпажу на борту 100 загинули. Внаслідок аварії загинули ще 49 людей на землі. Це найсмертоносніша авіакатастрофа за участю Boeing 737-200.
- 30 червня 2015 року літак Lockheed C-130 Hercules ВПС Індонезії розбився невдовзі після зльоту, загинули усі 121 на борту та 22 людини на землі в одній із найгірших катастроф в Індонезії і літака Lockheed C-130 Hercules.